# Nearch (cráter)

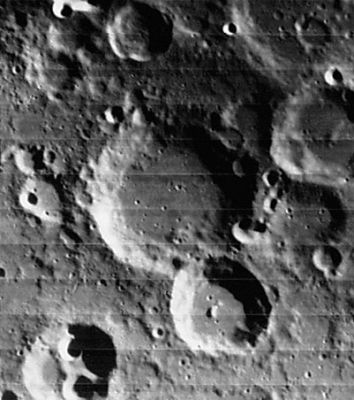
Fotografía de la misión Lunar Orbiter 4

Nearch es un cráter de impacto que se encuentra en la parte sureste de la Luna, al sureste del cráter Hommel. Al norte de Nearch se halla Vlacq, y al noreste se encuentra Rosenberger. El cráter tiene 76 kilómetros de diámetro y 2,9 kilómetros de profundidad. Es del período Período Pre-Nectárico, de hace entre 4550 y 3920 millones de años.
El borde exterior de Nearch ha sido desgastado por impactos más pequeños, siendo superpuesto por algunos cráteres más significativos en el sector este de su borde. El más notable es Nearch A, un cráter de 43 kilómetros de diámetro que invade el borde suroriental del cráter principal. Pequeños cráteres también interrumpen el borde al norte y al oeste. El resto del brocal está relativamente intacto, y conserva su forma generalmente circular.
Las paredes internas del cráter se inclinan hasta un suelo interior relativamente nivelado. Esta planta inferior prácticamente carece de rasgos significativos, excepto por unos diminutos cráteres dispersos por la superficie. En el sureste, los materiales eyectados desde Nearch A han producido una región ligeramente más irregular.
Nearch lleva el nombre de Nearco, un navegante griego del siglo IV a. C.

## Cráteres satélite
Por convención estos elementos son identificados en los mapas lunares poniendo la letra en el lado del punto medio del cráter que está más cerca de Nearch.
|        | \| Nearch \| Coordenadas \| Diámetro \| \| ------ \| ----------------------------- \| -------- \| \| A \| 60°06′S 40°06′E / -60.1, 40.1 \| 43 km \| \| B \| 60°54′S 35°48′E / -60.9, 35.8 \| 43 km \| \| C \| 62°12′S 35°48′E / -62.2, 35.8 \| 41 km \| \| D \| 57°00′S 38°00′E / -57.0, 38.0 \| 10 km \| \| E \| 61°24′S 33°54′E / -61.4, 33.9 \| 11 km \| \| F \| 62°54′S 37°54′E / -62.9, 37.9 \| 8 km \| \| G \| 63°18′S 39°48′E / -63.3, 39.8 \| 5 km \| \| H \| 57°36′S 40°36′E / -57.6, 40.6 \| 9 km \| \| J \| 57°36′S 37°24′E / -57.6, 37.4 \| 7 km \| \| K \| 57°54′S 35°18′E / -57.9, 35.3 \| 13 km \| \| L \| 58°24′S 35°36′E / -58.4, 35.6 \| 18 km \| \| M \| 58°24′S 35°00′E / -58.4, 35.0 \| 7 km \| |          |
| Nearch | Coordenadas | Diámetro |
| A      | 60°06′S 40°06′E / -60.1, 40.1 | 43 km    |
| B      | 60°54′S 35°48′E / -60.9, 35.8 | 43 km    |
| C      | 62°12′S 35°48′E / -62.2, 35.8 | 41 km    |
| D      | 57°00′S 38°00′E / -57.0, 38.0 | 10 km    |
| E      | 61°24′S 33°54′E / -61.4, 33.9 | 11 km    |
| F      | 62°54′S 37°54′E / -62.9, 37.9 | 8 km     |
| G      | 63°18′S 39°48′E / -63.3, 39.8 | 5 km     |
| H      | 57°36′S 40°36′E / -57.6, 40.6 | 9 km     |
| J      | 57°36′S 37°24′E / -57.6, 37.4 | 7 km     |
| K      | 57°54′S 35°18′E / -57.9, 35.3 | 13 km    |
| L      | 58°24′S 35°36′E / -58.4, 35.6 | 18 km    |
| M      | 58°24′S 35°00′E / -58.4, 35.0 | 7 km     |